# Harry Haft
Harry Haft (* 28. Juli 1925 in Bełchatów, Polen; † 3. November 2007 in Pembroke Pines, Florida, USA; ursprünglich Hercka Haft, auch Hertzko Haft, später auch Herschel Haft; nach dem Zweiten Weltkrieg evtl. auch vorübergehend Moses Friedler) war ein Profiboxer und Überlebender des KZ Auschwitz.

## Leben
Als 14-Jähriger erlebte Harry Haft im September 1939 den Einmarsch der Wehrmacht in Polen. Zwei Jahre später wurde er, weil er Jude war, nach Auschwitz deportiert. Wegen seiner kräftigen Statur bildete ihn dort ein SS-Aufseher zum Boxer aus, und er musste vor den Wachmannschaften an Schaukämpfen – buchstäblich – auf Leben und Tod teilnehmen: Der Verlierer wurde unmittelbar von den Nationalsozialisten ermordet. Die Kämpfe fanden im Konzentrationslager Jaworzno statt, das in einer Kohlengrube nördlich von Auschwitz lag. Nach 76 Kämpfen in diesem Konzentrationslager wurde das Lager in Jaworzno wegen der heranrückenden Roten Armee aufgelöst und die Häftlinge auf Todesmärsche geschickt. Erst im April 1945 gelang es Haft zu fliehen. Dabei tötete er einen SS-Offizier und eignete sich dessen Uniform und Papiere an. Aus Furcht, verraten zu werden, erschoss er auch die beiden alten Menschen, die ihm danach Unterkunft gewährten.
1948 wanderte Harry Haft mit Hilfe eines Onkels in die USA aus. Hier verdiente er sich seinen Lebensunterhalt als Preisboxer, diesmal in von der Mafia kontrollierten Schaukämpfen, auch gegen Rocky Marciano. Als Profiboxer bestritt er 22 Kämpfe, von denen er 14 gewann.
Sein ältester Sohn Alan Scott wurde 1950 geboren. Ihm vertraute Harry Haft erst kurz vor seinem Tod seine Lebensgeschichte an, die 2006 mit Hilfe der Fachhistoriker John Radzilowski und Mike Silver in den USA veröffentlicht wurde. Die deutsche Übersetzung Eines Tages werde ich alles erzählen erschien 2009 im Göttinger Verlag Die Werkstatt.
Im April 2007 wurde Haft in die National Jewish Sports Hall of Fame aufgenommen.

## Rezeption
Auf der Basis von Hafts Lebensgeschichte gestaltete Reinhard Kleist einen Fortsetzungscomic, der von April bis September 2011 in der Frankfurter Allgemeinen Zeitung veröffentlicht wurde und als Album-Ausgabe im Mai 2012 beim Hamburger Carlsen Verlag erschien.
Diese Graphic Novel wurde vom Theater Augsburg in Kooperation mit dem Jungen Theater Augsburg zu einer Live-Performance ausgearbeitet. Am 8. November 2015 war die Premiere der Uraufführung, bei der Sebastian Baumgart die Rolle des Sprechers übernahm.
In dem auf seinem Leben basierenden Spielfilm The Survivor (2021) wird Haft von Ben Foster gespielt.

## Weblink
- Harry Haft in der BoxRec-Datenbank